# Bandung
Bandung – miasto w Indonezji, ośrodek administracyjny prowincji Jawa Zachodnia, liczy ponad 2,4 mln mieszkańców, a razem z przedmieściami około 6 milionów.

## Geografia
Położone na wyżynach zachodniej Jawy na wysokości 715 m n.p.m. nad rzeką Cikapundung. Jest położone w Kotlinie Bandung, otoczonej przez wulkany, wśród których niektóre z nich są nadal aktywne. Miasto leży w obszarze aktywnym sejsmicznie. 

## Historia
Miasto zostało założone w 1810 r. przez osadników holenderskich. Silnie rozwinęło się pod koniec XIX wieku po doprowadzeniu linii kolejowej.

## Gospodarka
Bandung to ośrodek przemysłu włókienniczego, elektrotechniczny, maszynowego oraz chemicznego. międzynarodowy port lotniczy Husein Sastranegara.

## Kultura
Siedziba wyższych uczelni:
- Institut Teknologi Bandung (zał. 1920)[5]
- Universitas Katolik Parahyangan (zał. 1955)[6][7]
- Universitas Padjadjaran (zał. 1957)[8]

Siedziba rzymskokatolickiej diecezji Bandung.

## Polityka
W 1955 r. miała tu miejsce konferencja tzw. państw niezaangażowanych, które wypowiedziały się przeciw wojnie i kolonializmowi. Wzięło w niej udział wszystkie dwadzieścia siedem niezależnych państw Azji i Afryki, a także mających wkrótce uzyskać niepodległość Sudanu i Złotego Wybrzeża. W konferencji wzięli też udział przedstawiciele Greków cypryjskich, Afroamerykanów z USA, ludności kolorowej Związku Południowej Afryki oraz zależnych społeczeństw Algierii, Malajów, Maroka i Tunezji. Uczestnicy opowiedzieli się za ostateczną likwidacją kolonializmu, dyskryminacji rasowej oraz za neutralnością wobec polityki supermocarstw.

## Współpraca
Miejscowości partnerskie:
- Brunszwik, Niemcy
- Cebu City, Filipiny
- Fort Worth, Stany Zjednoczone
- Klagenfurt am Wörthersee, Austria
- Namur, Belgia
- Seremban, Malezja